# Listos para la reconversión
Listos para la reconversión es el título del octavo álbum de estudio Rosendo Mercado -noveno en total- en su etapa en solitario, publicado en 1996 por el sello DRO.

## Información del álbum
El tema que da nombre al álbum es una reflexión sobre las elecciones generales de 1996. En este disco, Rosendo aparte de tocar a guitarra toca el armonio.

## Temas
1. Listos para la reconversión (R. Mercado) - 3:56
2. El uno por cien (R. Mercado) - 4:24
3. Práctico (R. Mercado) - 5:04
4. Dando vueltas a un farol (R. Mercado) - 4:00
5. Todo se interfiere (R. Mercado) - 3:27
6. Depresor (R. Mercado) - 5:35
7. Tus ojos (R. Mercado) - 3:03
8. Un paso de más (R. Mercado) -3:01
9. Amable (R. Mercado) - 3:42
10. Cerca del cercao (R. Mercado / Miguel A. Jiménez / Rafa J. Vegas / Gustavo Di Nóbile) - 2:50
11. Inmersión (R. Mercado / Miguel A. Jiménez / Rafa J. Vegas) - 2:55

## Músicos
- Rosendo Mercado: Guitarra y voz; y el armonio en Ah!
- Miguel Jiménez: Batería y percusión
- Rafa J. Vegas: Bajo
- Gustavo di Nobile: Teclados y programación
- Anjel "Reverendo": Acordeón en Práctico
- Eugenio Muñoz: Máquinas y procedimientos en Inmersión